# Hydroptila roberta
Hydroptila roberta är en nattsländeart som beskrevs av Hamilton och Ralph W. Holzenthal 1984. Hydroptila roberta ingår i släktet Hydroptila och familjen smånattsländor. Inga underarter finns listade i Catalogue of Life.